# Casimiro IV di Polonia
Casimiro IV Jagellone (in polacco Kazimierz IV Jagiellończyk; kaˈʑimi̯ɛʒ jaɡi̯ɛlˈlɔɲt͡ʃɨk; ; in lituano Kazimieras IV Jogailaitis; Cracovia, 30 novembre 1427 – Hrodna, 7 giugno 1492) re di Polonia dal 1447 al 1492 e granduca di Lituania, portò il Regno di Polonia a una posizione di predominanza nell'Europa orientale.
Fu uno dei più attivi governanti polacchi, sotto il quale la Polonia, sconfiggendo i Cavalieri Teutonici nella Guerra dei tredici anni, recuperò la Pomerania, e la dinastia degli Jagelloni divenne una delle case reali principali in Europa. Era un forte oppositore dell'aristocrazia e contribuì a rafforzare l'importanza del Parlamento e del Senato. Entro il XV secolo la Polonia aveva ridotto la distanza che la separava dall'Europa occidentale e divenne un fattore significativo nelle relazioni internazionali. La domanda di materie prime e semilavorati ha stimolato il commercio, producendo un saldo positivo e contribuito alla crescita di attività artigianali e minerarie nell'intero paese.

## Biografia
Era figlio di Ladislao II Jagellone, e della sua quarta moglie, Sofia Alšėniškė. Stranamente, poco era stato fatto per la sua educazione: Casimiro non imparò il latino, né fu educato per le responsabilità di governo, nonostante il fatto che fosse l'unico fratello del legittimo sovrano. Spesso si affidava al suo istinto e ai suoi sentimenti e aveva poca conoscenza politica, ma condivideva un grande interesse per la diplomazia e gli affari economici del paese. Durante tutta la giovinezza di Casimiro, il vescovo Zbigniew Oleśnicki era il suo mentore e tutore, tuttavia, il chierico sentì una forte riluttanza nei suoi confronti.

## Granduca di Lituania
L'improvvisa morte di Sigismund Kęstutaitis lasciò il posto vacante nel Granducato di Lituania. Il Voivoda di Trakai, Jonas Goštautas e altri magnati della Lituania, avevano sostenuto Casimiro come candidato al trono. Tuttavia molti nobili polacchi speravano che il tredicenne diventasse un vice-reggente per il re polacco in Lituania. Casimiro fu invitato dai magnati lituani in Lituania, e quando arrivò a Vilnius nel 1440, fu proclamato Granduca di Lituania il 29 giugno 1440 dal Consiglio dei Lord, contrariamente al volere dei nobili signori polacchi. Quando arrivò la notizia nel Regno di Polonia riguardante la proclamazione di Casimiro come Granduca, fu accolta con ostilità, fino alle minacce militari contro la Lituania. Poiché il giovane Granduca era minorenne il controllo supremo del Granducato era nelle mani del Consiglio, presieduto da Goštautas. A Casimiro era stata insegnata la lingua lituana e le usanze del paese da funzionari giudiziari nominati.
Durante il regno di Casimiro, i diritti della nobiltà lituana – duchi, magnati e boiardi (nobili minori), indipendentemente dalla loro religione ed etnia – erano messi sullo stesso piano di quelli dello szlachta polacca. Inoltre, Casimiro promise di proteggere i confini del Granducato e di non nominare persone dal Regno polacco agli uffici del Granducato. Accettò che le decisioni su questioni riguardanti il Granducato non sarebbero state prese senza il consenso del Consiglio e inoltre concesse alla regione della Samogizia il diritto di eleggere il proprio anziano. Casimiro fu il primo sovrano della Lituania battezzato alla nascita, diventando il primo Granduca cattolico.

## Re di Polonia
Casimir succedette a suo fratello Władysław III (ucciso nella battaglia di Varna nel 1444) come re di Polonia dopo un interregno triennale il 25 giugno 1447. Nel 1454 sposò Elisabetta d'Asburgo, figlia del defunto re dei romani Alberto II d'Asburgo dalla sua defunta moglie Elisabetta di Boemia. Il matrimonio rafforzò i legami tra la casa di Jagelloni e i sovrani dell'Ungheria-Boemia e mise Casimiro in disaccordo con il Sacro Romano Impero attraverso la rivalità interna degli Asburgo.
Nello stesso anno, Casimiro fu contattato dalla Confederazione prussiana per l'aiuto contro l'Ordine Teutonico, che promise, rendendo le regioni separatiste prussiane un protettorato del Regno polacco. Tuttavia, quando le città si ribellarono contro l'Ordine, resistette e ne seguì la Guerra dei tredici anni (1454-1466). Casimiro e la Confederazione prussiana sconfissero l'Ordine Teutonico, entrando nella sua capitale abbandonata a Marienburg. Nella Seconda trattato di Torun (1466) garantì alla Polonia la Prussia occidentale e costrinse i cavalieri a mantenere il resto come feudo della corona polacca.
L'unico fratello di Elisabetta, Ladislao, re di Boemia e Ungheria, morì nel 1457, e in seguito gli interessi dinastici di Casimiro ed Elisabetta furono diretti anche verso gli ex regni di suo fratello.

### Politiche estere
L'intervento della curia romana, che fino ad allora era stato ostile a Casimiro a causa della sua costante e patriottica resistenza all'aggressione papale, era dovuto alle permutazioni della politica europea. Il papa era ansioso di liberarsi del re ussita di Boemia, Giorgio di Podebrad, come primo passo verso la formazione di una lega contro il turco. Casimiro doveva essere un fattore principale in questa combinazione, e ne approfittò per procurarsi l'elezione di suo figlio Vladislao II come re di Boemia. Ma non si sarebbe impegnato troppo lontano, e i suoi piani ulteriori furono frustrati dalla rivalità di Mattia Corvino, re d'Ungheria, che arrivò addirittura a stimolare l'Ordine Teutonico di insorgere contro Casimiro. La morte di Mattia nel 1490 fu un grande sollievo per la Polonia, e Casimiro impiegò i due anni rimanenti del suo regno nel consolidare ulteriormente la sua posizione. Intorno al 1480 fu alleato della Grande Orda contro la Moscovia e la Crimea e perse il controllo di un certo numero di stati vassalli lituani, tra cui due importanti porti sulla costa lituana. 

### Politica interna
Negli politica interna Casimiro era relativamente passivo ma ansioso di preservare le prerogative della corona, in particolare il suo diritto di nominare vescovi. Nella questione dei territori in conflitto tra i suoi due stati (Volinia e Podolia) favorì la Lituania. Durante la guerra contro l'Ordine Teutonico fu costretto a concedere alla nobiltà polacca sostanziose concessioni. La caratteristica della personalità di Casimiro che impressionò maggiormente i suoi contemporanei fu la sua straordinaria semplicità e sobrietà. Lui, uno dei più grandi monarchi d'Europa, usava abitualmente abiti di Cracovia, non beveva altro che acqua e teneva il più austero dei tavoli. La sua unica passione era la caccia. Tuttavia la sua liberalità verso i suoi ministri e servi era proverbiale, e i suoi nemici vinti lo trattavano sempre con magnifica generosità.
Casimir non era né uno splendido sovrano né un buon e saggio amministratore, ma un capo diffidente, cauto e sobrio di una grande famiglia che considerava la Lituania come la sua proprietà personale, tuttavia il suo regno fu ricordato come il più riuscito e il più pacifico della storia della Polonia.

## Cultura
Durante il regno di Casimiro, il progresso culturale segnò molto il regno, con la ricostituita e ampliata Università di Cracovia che giocò un ruolo importante. Le tendenze umanistiche trovarono un promotore a Cracovia nello studioso italiano Filippo de Buonacorsi, noto come Callimaco. Dalla penna di Jan Długosz venne la prima grande storia reale della Polonia.

## Matrimonio e discendenza
Il 10 febbraio 1454 Casimiro IV sposò Elisabetta d'Asburgo e da questo matrimonio nacquero:
- Wladyslaw (1 marzo 1456-13 marzo 1516), re di Boemia ed Ungheria
- Hedwig (21 settembre 1457-18 febbraio 1502), che sposò Giorgio di Baviera, duca di Baviera-Landshut (il suo matrimonio passò alla storia come uno dei ricevimenti nuziali più sontuosi, il cosiddetto Matrimonio di Landshut)
- Kazimierz (3 ottobre 1458-4 marzo 1484), principe di Polonia e granduca di Lituania, venerato come santo dalla Chiesa cattolica
- Jan Olbracht (27 dicembre 1459-17 giugno 1501), re di Polonia
- Alexander (5 agosto 1461-19 agosto 1506), granduca di Lituania e re di Polonia
- Sofia (6 maggio 1464-5 ottobre 1512), che sposò Federico, margravio di Brandeburgo-Ansbach
- Elżbieta (Elisabetta) (I) (1465–1466)
- Zygmunt (1 gennaio 1467-1 aprile 1548), granduca di Lituania e re di Polonia
- Fryderyk (27 aprile 1468-14 marzo 1503), cardinale presbitero, vescovo di Cracovia ed arcivescovo di Gniezno
- Elżbieta (Elisabetta II) (1472–1480)
- Anna (12 marzo 1476-12 agosto 1503), duchessa di Pomerania, moglie del duca Boghislao X
- Barbara (15 luglio 1478-15 febbraio 1534), andata sposa a Giorgio il Barbuto, duca di Sassonia
- Elżbieta (Elisabetta III) (13 novembre 1482-16 febbraio 1517), andata sposa a Federico II, duca di Legnica e Brieg

## Antenati
|                                |                  |                                      | Genitori           |  |  | Nonni |  |  | Bisnonni  |  |  | Trisnonni |  |
|                                |                  |                                      |                    |  |  |       |  |  | Gediminas |  |  | Butvydas  |  |
|                                |                  |                                      |                    |  |  |       |  |  | Gediminas |  |  | Butvydas  |  |
|                                |                  | …                                    |                    |  |  |       |  |  | Gediminas |  |  |           |  |
| Algirdas                       |                  |                                      |                    |  |  |       |  |  | Gediminas |  |  |           |  |
|                                |                  | Jewna di Polack                      | Ivan di Polack     |  |  |       |  |  |           |  |  |           |  |
|                                |                  | Jewna di Polack                      | Ivan di Polack     |  |  |       |  |  |           |  |  |           |  |
|                                |                  | Jewna di Polack                      | …                  |  |  |       |  |  |           |  |  |           |  |
| Ladislao II di Polonia         |                  | Jewna di Polack                      |                    |  |  |       |  |  |           |  |  |           |  |
|                                |                  | Alessandro I di Tver'                | Michail Jaroslavič |  |  |       |  |  |           |  |  |           |  |
|                                |                  | Alessandro I di Tver'                | Michail Jaroslavič |  |  |       |  |  |           |  |  |           |  |
|                                |                  | Alessandro I di Tver'                | Anna di Kašin      |  |  |       |  |  |           |  |  |           |  |
| Uliana di Tver'                |                  | Alessandro I di Tver'                |                    |  |  |       |  |  |           |  |  |           |  |
|                                |                  | Anastasia di Galizia                 | Jurij I di Galizia |  |  |       |  |  |           |  |  |           |  |
|                                |                  | Anastasia di Galizia                 | Jurij I di Galizia |  |  |       |  |  |           |  |  |           |  |
|                                |                  | Anastasia di Galizia                 | Eufemia di Cuiavia |  |  |       |  |  |           |  |  |           |  |
| Casimiro IV di Polonia         |                  | Anastasia di Galizia                 |                    |  |  |       |  |  |           |  |  |           |  |
|                                | Jonas Alšėniškis | Algimantas                           |                    |  |  |       |  |  |           |  |  |           |  |
|                                | Jonas Alšėniškis | Algimantas                           |                    |  |  |       |  |  |           |  |  |           |  |
|                                | Jonas Alšėniškis | …                                    |                    |  |  |       |  |  |           |  |  |           |  |
| Andrej Alšėniškis              | Jonas Alšėniškis |                                      |                    |  |  |       |  |  |           |  |  |           |  |
|                                |                  | Agrippina (Svjatoslavna) di Smolensk | …                  |  |  |       |  |  |           |  |  |           |  |
|                                |                  | Agrippina (Svjatoslavna) di Smolensk | …                  |  |  |       |  |  |           |  |  |           |  |
|                                |                  | Agrippina (Svjatoslavna) di Smolensk | …                  |  |  |       |  |  |           |  |  |           |  |
| Sofia Alšėniškė                |                  | Agrippina (Svjatoslavna) di Smolensk |                    |  |  |       |  |  |           |  |  |           |  |
|                                |                  | Demetrio I Staršyj                   | …                  |  |  |       |  |  |           |  |  |           |  |
|                                |                  | Demetrio I Staršyj                   | …                  |  |  |       |  |  |           |  |  |           |  |
|                                |                  | Demetrio I Staršyj                   | …                  |  |  |       |  |  |           |  |  |           |  |
| Aleksandra Dmitrievna Druckaja |                  | Demetrio I Staršyj                   |                    |  |  |       |  |  |           |  |  |           |  |
|                                |                  | Anna Ivanovna Druckaja               | …                  |  |  |       |  |  |           |  |  |           |  |
|                                |                  | Anna Ivanovna Druckaja               | …                  |  |  |       |  |  |           |  |  |           |  |
|                                |                  | Anna Ivanovna Druckaja               | …                  |  |  |       |  |  |           |  |  |           |  |
|                                |                  | Anna Ivanovna Druckaja               |                    |  |  |       |  |  |           |  |  |           |  |